# Józef Bałzukiewicz
Józef Bałzukiewicz (litauisch Juozapas Balzukevičius; * 1. April 1867 in Vilnius; † 11. Februar 1915 ebenda) war ein polnischer Maler.

## Leben
Er wuchs in der Familie eines Graveurs in Vilnius auf. Sein jüngerer Bruder war der Bildhauer Bolesław Bałzukiewicz.
Seine erste künstlerische Ausbildung erhielt er an der Zeichenschule von Iwan Trutnew der Kunstakademie Vilnius. In den Jahren 1887 bis 1893 setzte er seine Ausbildung an der Petersburger Kunstakademie unter der Leitung von Professor Bogdan Willewalde fort. Seine Erfolge während dieser Zeit werden durch eine Reihe von Medaillen unterstrichen, darunter eine Silbermedaille aus dem Jahr 1893.
Nach Beendigung seiner Ausbildung arbeitete er drei Jahre als Zeichenlehrer in Tscherepowez und in der Ukraine. Seit 1897 lebte er in Vilnius. Hier unterrichtete er Technisches Zeichnen an der Schule von Józef Montwiłł und im Jahr 1912 übernahm er deren Leitung. Darüber hinaus initiierte er Zeichenkurse im Abendstudium.
Józef Bałzukiewicz war 1908 einer der Gründer der Wilnaer Künstlergesellschaft und nahm teil an den von dieser Gesellschaft organisierten jährlichen Frühjahrsausstellungen.
Bałzukiewicz schuf realistische Darstellungen über das Leben und die Traditionen der Bauern, Bilder mit Motiven aus Vilnius, Porträts sowie Werke mit religiösen Motiven. Seine Gemälde über Vilnius malte er in Öl und Aquarell. Außerdem befasste er sich mit der Restaurierung von Gemälden. Die akademische Trockenheit seiner Werke wurde durch den Einfluss des Impressionismus reduziert. Ein Großteil seiner Werke ist heute im Litauischen Kunstmuseum zu sehen.
Er verstarb 1915 in seiner Heimatstadt Vilnius. Sein Grabdenkmal, geschaffen von seinem Bruder Bolesław Bałzukiewicz, wurde 1925 aufgestellt.

## Werke (Auswahl)
- Der Heilige Stanislaus
- Der Apostel Bartholomäus
- Pflüger mit Stieren (1899)
- Das Wäldchen (1900)
- Zwei Häuser in Samkowaja (1910)
- Das Tor zur Kapelle des Heiligen Kasimir in der Kathedrale zu Wilna

| Personendaten    | Personendaten           |
| ---------------- | ----------------------- |
| NAME             | Bałzukiewicz, Józef     |
| ALTERNATIVNAMEN  | Balzukevičius, Juozapas |
| KURZBESCHREIBUNG | polnischer Maler        |
| GEBURTSDATUM     | 1. April 1867           |
| GEBURTSORT       | Vilnius, Litauen        |
| STERBEDATUM      | 11. Februar 1915        |
| STERBEORT        | Vilnius, Litauen        |